# Pequeña Haití
La Pequeña Haití (en inglés estadounidense: Little Haiti) es un barrio de la ciudad de Miami en el estado de Florida, en los Estados Unidos. Durante los años 1960 del siglo XX, durante el gobierno dictatorial de la familia Duvalier (padre e hijo), muchos haitianos huyeron de la isla de la Hispaniola, y emigraron a los Estados Unidos (principalmente a la ciudad de Nueva York y a Miami), y a Canadá, concretamente a la provincia francófona del Quebec. Durante los años 1970 hasta los años 1980 del siglo XX, el barrio de Lemon City se convirtió con el paso del tiempo en un lugar de residencia de la comunidad haitiana. El barrio se llenó de haitianos, y pasó a llamarse "Pequeña Haití", (en inglés estadounidense: Little Haiti).

## Demografía
La Pequeña Haití es uno de los barrios más pobres de Miami. La criminalidad es abundante debido a la presencia de bandas de pandilleros y redes mafiosas. Little Haiti aun así, ha desarrollado un dinamismo cultural importante. La Pequeña Haití se ha convertido en un centro cultural de la diáspora hatiana en Florida, y de la cultura hatiana francófona. Una estatua del héroe nacional Toussaint Louverture fue erigida en el corazón de la ciudad. Las estadísticas demográficas indican que en el barrio habitan un 65% por ciento de afroamericanos, y un 15% por ciento de hablantes de español. Más del 20% de ciento de la población del barrio, no habla normalmente en inglés.